# 발음
발음(發音) 또는 소리내기는 다음을 가리키는 말이다.
- 낱말, 곧 말이 발설되는 방법
- 누군가가 낱말을 발언하는 방식

발음은 단어나 언어를 말하는 방식이다. 주어진 단어나 언어를 말하는 데 사용되는 일반적으로 합의된 소리 순서를 의미하거나 단순히 특정 개인이 단어나 언어를 말하는 방식을 의미할 수 있다.
단어의 발음은 사전 등 참고자료에서 찾아볼 수 있다. 범용 사전에는 일반적으로 표준 발음만 포함되어 있지만 지역적 또는 방언적 발음은 보다 구체적인 저작물에서 발견될 수 있다. 정음학(Orthoepy, 바른 발음법)은 올바른 것으로 간주되는 발음 또는 그에 대한 연구를 의미한다.
단어는 다양한 요인(예: 어린 시절의 문화적 노출 기간, 현재 거주지 위치, 언어 또는 음성 장애, 인종 그룹, 사회 계층, 교육 수준)에 따라 다양한 개인 또는 그룹에 의해 다양한 방식으로 말할 수 있다.

## 같이 보기
- 국제 음성 기호
- 언어
- 발음 구별 기호
- 영어 발음
- 잘못 발음